# Tryonocryptus nigridorsalis
Tryonocryptus nigridorsalis är en stekelart som beskrevs av Ian D. Gauld och Holloway 1983. Tryonocryptus nigridorsalis ingår i släktet Tryonocryptus och familjen brokparasitsteklar. Inga underarter finns listade i Catalogue of Life.